# تیم ملی بسکتبال مردان اکوادور
تیم ملی بسکتبال اکوادور نماینده اکوادور در مسابقات بین‌المللی است.